# Municipio de Kingsville (Misuri)
El municipio de Kingsville (en inglés: Kingsville Township) es un municipio ubicado en el condado de Johnson en el estado estadounidense de Misuri. En el año 2010 tenía una población de 1532 habitantes y una densidad poblacional de 14,24 personas por km².

## Geografía
El municipio de Kingsville se encuentra ubicado en las coordenadas 38°44′18″N 94°5′24″O / 38.73833, -94.09000. Según la Oficina del Censo de los Estados Unidos, el municipio tiene una superficie total de 107.58 km², de la cual 106.79 km² corresponden a tierra firme y (0.74%) 0.79 km² es agua.

## Demografía
Según el censo de 2010, había 1532 personas residiendo en el municipio de Kingsville. La densidad de población era de 14,24 hab./km². De los 1532 habitantes, el municipio de Kingsville estaba compuesto por el 96.02% blancos, el 0.46% eran afroamericanos, el 0.72% eran amerindios, el 0.2% eran asiáticos, el 0.07% eran isleños del Pacífico, el 0.72% eran de otras razas y el 1.83% pertenecían a dos o más razas. Del total de la población el 1.89% eran hispanos o latinos de cualquier raza.